# Langdon (Nuevo Hampshire)
Langdon es un pueblo ubicado en el condado de Sullivan en el estado estadounidense de Nuevo Hampshire. En el Censo de 2010 tenía una población de 688 habitantes y una densidad poblacional de 16,26 personas por km².

## Geografía
Langdon se encuentra ubicado en las coordenadas 43°10′24″N 72°22′34″O / 43.17333, -72.37611. Según la Oficina del Censo de los Estados Unidos, Langdon tiene una superficie total de 42.3 km², de la cual 42.09 km² corresponden a tierra firme y (0.49%) 0.21 km² es agua.

## Demografía
Según el censo de 2010, había 688 personas residiendo en Langdon. La densidad de población era de 16,26 hab./km². De los 688 habitantes, Langdon estaba compuesto por el 98.69% blancos, el 0.15% eran afroamericanos, el 0.44% eran amerindios, el 0.29% eran asiáticos, el 0% eran isleños del Pacífico, el 0.15% eran de otras razas y el 0.29% pertenecían a dos o más razas. Del total de la población el 1.6% eran hispanos o latinos de cualquier raza.